# Sinfonía n.º 24 (Haydn)

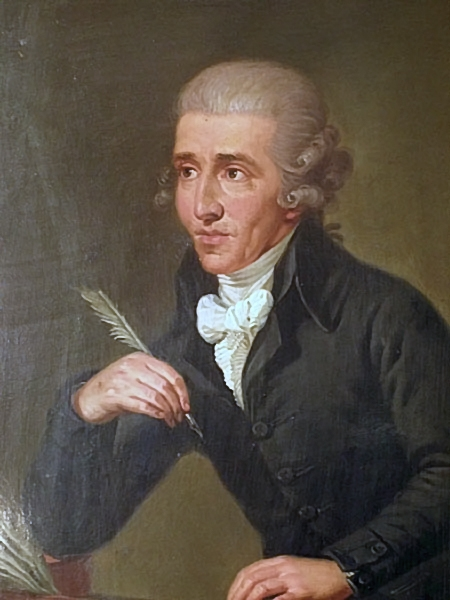
Haydn hacia 1770.

La Sinfonía n.º 24 en re mayor, Hob. I:24 fue compuesta por Joseph Haydn en 1764.

## Historia
La producción sinfónica del maestro austríaco puede dividirse a grandes rasgos en tres bloques temporales: el primer bloque (1757-1761) se corresponde con su periodo al servicio del conde Carl von Morzin (n.º 1 - n.º 5); el segundo bloque en la corte Esterházy (1761-1790 pero con la última sinfonía para el público de Esterházy en 1781); y el tercer bloque (1782-1795) comprende las Sinfonías de París (n.º 82 - n.º 87) y las Sinfonías de Londres (n.º 93 - n.º 104). El 1 de mayo de 1761 el compositor firmó su contrato como vice-kapellmeister (más tarde kapellmeister) de la familia Esterházy, que nominalmente duró 48 años, hasta su muerte.
La composición de esta pieza se desarrolló en 1764. Se conserva el manuscrito autógrafo fechado en ese año. Por aquel entonces era asistente de Kapellmeister en la corte del príncipe Nicolás Esterházy. Cuando Haydn entró por primera vez al servicio de la familia Esterházy en 1761, también fue contratado un nuevo flautista, Franz Sigl. Permaneció en el cargo hasta el 13 de septiembre de 1765, cuando fue despedido por prender fuego a un techo mientras disparaba a unos pájaros. Tras una intervención diplomática de Haydn, Sigl volvió a ser contratado al año siguiente. Haydn compuso un Concierto para flauta para Sigl, que en la actualidad se ha perdido, pero incluyó el instrumento sólo en un escaso número de sus sinfonías de ese periodo.

## Instrumentación
La partitura está escrita para una orquesta formada por:
- Viento madera: 1 flauta, 2 oboes y 1 fagot.
- Viento metal: 2 trompas.
- Cuerda: una sección de cuerdas con 2 violines, viola, violonchelo y contrabajo.
- Teclado: clavecín como bajo continuo.

La flauta travesera aparece solamente en el Adagio y en el trío del Minueto, donde comparte la dirección melódica con las trompas y los primeros violines. En el resto de secciones de esta sinfonía brillante y segura, la flauta es reemplazada por oboes. En aquella época se solía emplear un fagot para amplificar la voz del bajo, incluso sin una notación separada. En cuanto a la participación del clavecín como bajo continuo en las sinfonías de Haydn existen diversas opiniones entre los estudiosos: James Webster se sitúa en contra; Hartmut Haenchen a favor; Jamie James en su artículo para The New York Times presenta diferentes posiciones por parte de Roy Goodman, Christopher Hogwood, H. C. Robbins Landon y James Webster. A partir de 2019 la mayor parte de las orquestas con instrumentos modernos no utiliza el clavecín como continuo. No obstante, existen grabaciones con clavecín en el bajo continuo realizadas por: Trevor Pinnock (Sturm und Drang Symphonies, Archiv, 1989-1990); Nikolaus Harnoncourt (n.º 6–8, Das Alte Werk, 1990); Sigiswald Kuijken (incluidas las Sinfonías de París y Londres; Virgin, 1988-1995); Roy Goodman (Ej. n.º 1-25, 70-78, 82-87; Hyperion, 2002).

## Estructura y análisis
La sinfonía consta de cuatro movimientos:
- I. Allegro, en re mayor 4
4
- II. Adagio cantabile, en sol mayor 3
4
- III. Menuet – Trio, en re mayor 3
4
- IV. Allegro, en re mayor 4
4

La interpretación de esta obra dura aproximadamente entre 15 y 20 minutos. 

### I.Allegro
El primer movimiento, Allegro, está escrito en la tonalidad de re mayor, en compás de 4/4 y sigue la forma sonata. Se inicia con un tema que transmite la impresión de que la orquesta lleva ya un tiempo tocando. El segundo tema tiene algo de la elegancia y la melancolía soterrada de Mozart, el joven colega y amigo de Haydn. El desarrollo es de una intensidad particular, con una repetición constante que recuerda a Schumann y Bruckner.

### II.Adagio cantabile
El segundo movimiento, Adagio cantabile, está en sol mayor y en compás de 3/4. Se trata de una pieza poética y elocuente para flauta; que fue escrita para el flautista Franz Sigl. Este movimiento probablemente deriva de un Adagio completo con cadenza perteneciente al Concierto para flauta en re mayor escrito para Sigl y hoy perdido, listado en el Entwurfkatalog de Haydn. A pesar de que no hay un manuscrito que demuestre esto, se percibe el estilo lírico y menos formal presente a la hora de escribir para el género de concierto. Se puede observar en la elisión del ritornello inicial y la inclusión de un obvio punto cadencial al final del movimiento. Esto también ocurre en el movimiento lento de la Sinfonía n.º 13.

### III.Menuet–Trio
El tercer movimiento, Menuet – Trio, está en re mayor y el compás es 3/4. El minueto muestra una inclinación hacia lo bucólico, aunque todavía no en el alegre lenguaje del Ländler en el que Haydn se deleitaría más adelante.

### IV.Allegro
El cuarto y último movimiento, Allegro, retoma la tonalidad inicial, el compás es 4/4 y responde a la forma rondó. El veleidoso Finale se desarrolla a partir de temas germinales y con una ágil economía lleva la obra hacia un final feliz.